# Чеснов, Владислав Евгеньевич
Владисла́в Евге́ньевич Чесно́в (род. 14 февраля 1982 года, Ярославль, Ярославская область, РСФСР, СССР) — российский хоккеист.

## Биография
Воспитанник ярославской хоккейной школы. С 1998 года начал играть в команде юниоров 1981—1982 года рождения местного клуба «Торпедо». В сезоне 1999/2000 вошёл в состав кирово-чепецкой «Олимпии», боровшейся за выход в высшую лигу чемпионата России. В следующем сезоне представлял юниорский состав «Крыльев Советов» в Юниорской лиге Москвы.
Затем уехал в Белоруссию, где в 2001—2003 годах играл в национальном чемпионате в составе могилёвского «Химволокна». В сезоне 2001/2002 стал в его составе серебряным призёром страны и принял участие в розыгрыше Континентального кубка (2002/2003, группа «I»).
Закончил игровую карьеру в российских «Сарове», брянской «Десне» и «Воронеже». Вернувшись в Ярославль, вошёл в тренерский штаб команды «Локомотив-2004», а позже его возглавил.

## Достижения
- Серебряный призёр чемпионата Белоруссии 2001/2002[англ.].